# Бергенстен, Йенс
Йенс Бе́ргенстен (швед. Jens Bergensten; род. 18 мая 1979, Эребру), известный также как jeb_ — шведский игровой программист. Наиболее известен как ведущий геймдизайнер Minecraft.

## Биография
В 2011 году Йенс Бергенстен примкнул к компании Mojang Studios, начав с разработки игры Caller’s Bane, а вскоре стал принимать всё более активное участие в разработке Minecraft. В декабре того же года Маркус Перссон, известный в геймерской среде как Notch, сложил с себя руководство проектом Minecraft, передав его Йенсу Бергенстену.
В 2013 году Бергенстен и Перссон были включены в список 100 наиболее влиятельных людей планеты за 2013 год по версии журнала «Time».

## Игры и другие работы
- Minecraft — строительная игра жанра «песочница».
- Caller’s Bane — платформер.
- Cobalt — 2D платформер.
- Cobalt WASD — 2D платформер основанный на игре Cobalt с мультиплеером, но без игрового сюжета.
- Strategist — пошаговая стратегия с захватывающей историей.
- Harvest: Massive Encounter — получившая награды аркадная реал-тайм стратегия.
- Dawn of Daria — отменённый «MMOFL» проект, онлайновая фэнтезийная жизнь.
- House Globe — 2D RTS.
- Fillauth — демейк игры Fallout.
- Because It’s fun, Fay — кооперативный платформер.
- Whispers in Akarra — онлайн РПГ.